# مسابقات جهانی تنیس روی میز ۱۹۷۹
مسابقات جهانی تنیس روی میز ۱۹۷۹ (انگلیسی: 1979 World Table Tennis Championships) سی و پنجمین دوره مسابقات جهانی تنیس روی میز است که در شهر پیونگ‌یانگ، کره شمالی برگزار شده است.
این مسابقات از ۲۵ آوریل تا ۷۶ مه ۱۹۷۹ در دو بخش تیمی و انفرادی انجام شده است.